# Dave Whitlock
Pas d'image ? Cliquez ici
Dave Whitlock est un pilote automobile de stock-car né à Wyoming, Ontario (Canada) le 2 juillet 1966.
Principalement actif dans les séries CASCAR et  NASCAR Canadian Tire. Champion CASCAR en 1991. Troisième de la CASCAR Super Series en 2002 et 2004. Dernier canadien à avoir remporté l’Oxford 250 en 1995. Vainqueur du St-Eustache 300 en 1996. Six victoires dans la série ACT Pro Stock Tour. Il s’est retiré de la compétition à la fin de la saison 2009.

## Carrière

### CASCARSuper Series
| Année | Départs | Poles | Victoires | Top 5 | Top 10 |
| ----- | ------- | ----- | --------- | ----- | ------ |
| 2001  | 12      | 2     | 2         | 4     | 4      |
| 2002  | 12      | 1     | 2         | 5     | 6      |
| 2003  | 12      | 0     | 3         | 6     | 8      |
| 2004  | 12      | 1     | 2         | 7     | 11     |
| 2005  | 12      | 2     | 0         | 5     | 9      |
| 2006  | 11      | 0     | 2         | 4     | 10     |
| TOTAL | 71      | 6     | 11        | 31    | 48     |

### NASCAR Canadian Tire
| Année | Départs | Poles | Victoires | Top 5 | Top 10 |
| ----- | ------- | ----- | --------- | ----- | ------ |
| 2007  | 12      | 0     | 0         | 3     | 6      |
| 2008  | 13      | 0     | 0         | 1     | 7      |
| 2009  | 13      | 0     | 1         | 2     | 8      |
| TOTAL | 38      | 0     | 1         | 6     | 21     |